# Look Your Best
Look Your Best er en amerikansk stumfilm fra 1923 af Rupert Hughes.

## Medvirkende
- Colleen Moore som Perla Quaranta
- Antonio Moreno som Carlo Bruni
- William Orlamond som  Pietro
- Orpha Alba som Nella
- Earl Metcalfe som Krug
- Martha Mattox som Mrs. Blitz
- Francis McDonald som Alberto Cabotto